# Шмагайло Антон Сергійович
Анто́н Сергі́йович Шмага́йло — старший лейтенант Збройних сил України, учасник російсько-української війни, що відзначився у ході російського вторгнення в Україну. Повний лицар ордена Богдана Хмельницького.

## Життєпис
З перших днів російського вторгнення в Україну служив у складі одного з підрозділів Сил ТрО. Згодом перейшов до новоствореного підрозділу ударних безпілотних авіаційних комплексів «АХІЛЛЕС», де з часом став командиром роти.

## Нагороди
- Орден Богдана Хмельницького I ст. (29 липня 2025) — за особисту мужність, виявлену у захисті державного суверенітету та територіальної цілісності України, самовіддане виконання військового обов'язку[2];
- орден Богдана Хмельницького II ст. (11 листопада 2024) — за особисту мужність, виявлену у захисті державного суверенітету та територіальної цілісності України, самовіддане виконання військового обов'язку[3];
- орден Богдана Хмельницького III ст. (24 листопада 2023) — за особисту мужність, виявлену у захисті державного суверенітету та територіальної цілісності України, самовіддане виконання військового обов'язку[4].